# Шекар-Естелах
Шекар-Естелах (перс. شكاراسطلخ) — село в Ірані, у дегестані Ховме, в Центральному бахші, шагрестані Решт остану Ґілян. За даними перепису 2006 року, його населення становило 430 осіб, що проживали у складі 113 сімей.

## Клімат
Середня річна температура становить 14,38°C, середня максимальна – 27,92°C, а середня мінімальна – -0,64°C. Середня річна кількість опадів – 1191 мм.
| Клімат поселення                              | Клімат поселення | Клімат поселення | Клімат поселення | Клімат поселення | Клімат поселення | Клімат поселення | Клімат поселення | Клімат поселення | Клімат поселення | Клімат поселення | Клімат поселення | Клімат поселення | Клімат поселення |
| Показник                                      | Січ.             | Лют.             | Бер.             | Квіт.            | Трав.            | Черв.            | Лип.             | Серп.            | Вер.             | Жовт.            | Лист.            | Груд.            |                  |
| Середній максимум, °C                         | 8,34             | 8,75             | 11,93            | 18,08            | 22,37            | 25,88            | 27,92            | 27,92            | 25,16            | 20,98            | 16,42            | 11,93            |                  |
| Середня температура, °C                       | 3,86             | 4,25             | 7,44             | 13,57            | 17,88            | 21,40            | 23,56            | 23,58            | 20,80            | 16,64            | 12,06            | 7,56             |                  |
| Середній мінімум, °C                          | −0,64            | −0,24            | 2,94             | 9,08             | 13,38            | 16,89            | 19,20            | 19,21            | 16,44            | 12,26            | 7,71             | 3,21             |                  |
| Норма опадів, мм                              | 123              | 98               | 88               | 49               | 47               | 31               | 29               | 62               | 131              | 202              | 179              | 152              |                  |
| Середньомісячна швидкість вітру, м/с          | 2.23             | 2.40             | 2.40             | 2.30             | 2.30             | 2.58             | 2.60             | 2.30             | 2.10             | 2.09             | 2.01             | 2.00             |                  |
| Середньомісячна сонячна радіація, кДж/м²·день | 6751             | 8880             | 10907            | 15597            | 19864            | 22064            | 22805            | 19154            | 15687            | 10716            | 8503             | 6513             |                  |
| --------------------------------------------- | ---------------- | ---------------- | ---------------- | ---------------- | ---------------- | ---------------- | ---------------- | ---------------- | ---------------- | ---------------- | ---------------- | ---------------- | ---------------- |
| Джерело:                                      |                  |                  |                  |                  |                  |                  |                  |                  |                  |                  |                  |                  |                  |